# École pratique des hautes études
École pratique des hautes études (EPHE) to je institucija za napredne studije u Parizu, ali ne i sveučilište u klasičnom smislu.
EPHE je osnovan 31. srpnja 1868. dekretom francuskog ministra obrazovanja Victor Duruy i jedna je od velikih škola. Osnovna ideja bila je pripremiti studente za istraživanje sudjelovanjem u istraživačkoj praksi. Nisu tražene niti dodijeljene diplome.
Njegove diplome vjeronauka i povijesti među najboljima su u svijetu.
EPHE kontinuirano obučava stručnjake svjetske klase za azijske i islamske studije, a među njima i investicijske bankare, diplomate i vojne časnike specijalizirane za ova područja.

## Poznati maturanti
- Boris Olujić, hrvatski povjesničar i sveučilišni profesor

## Poznati profesori
- Émile Benveniste, francuski jezikoslovac
- Mirko Grmek, hrvatski i francuski akademik

## Vanjske poveznice
- EPHE